# Omega 46

Omega 46 är en svensk segelbåtsmodell som tillverkades av Techno Yacht i Lysekil mellan 2001 och 2004. 
Modellen konstruerades av Ron Holland som även tidigare konstruerat Omega 30, Omega 34 och Omega 36.  
Målet med Omega 46 var att skapa en långfärdsbåt med tidlösa linjer och goda seglingsegenskaper, som skulle vara enkel att segla för en liten besättning. Omega 46 har stor sittbrunn, rattstyrning och självslående fock. Båtmodellen var även tidig med fall och skot dragna bak till rorsman vid ratten, samt med nedfällbar badbrygga i aktern. 
Modellen byggdes i hög kvalité av Techno Yacht i Lysekil. I samma koncern, ägd av Bob Erixon, ingick även företagen Malö Yachts, Sweden Yachts och Farr Yachts. Produktionen av Omega 46 upphörde 2004 men återupptogs[när?] under namnet M-Yachts M46 vilken fortfarande produceras.